# John Harrison (cầu thủ bóng đá, sinh năm 1927)
John Walter Harrison (27 tháng 9 năm 1927 – 11 tháng 12 năm 2015), là một cầu thủ bóng đá người Anh.

## Sự nghiệp
Harrison thi đấu ở vị trí hậu vệ ở Football League cho Colchester United và cho Aston Villa, mặc dù ông không ra sân trận nào. Harrison giải nghệ năm 1956 do chấn thương.

## Cái chết
Harrison mất ngày 11 tháng 12 năm 2015 ở Colchester và bỏ lại người vợ, ba con và 6 cháu, gồm người cháu Callum Harrison thi đấu cho Colchester United F.C. và Needham Market F.C..